# Tony Imi
Tony Imi (* 27. März 1937 in London; † 8. März 2010) war ein britischer Kameramann.

## Leben
Tony Imi begann als Filmvorführer beim BBC und arbeitete sich dann über Assistentenfunktionen zum Chefkameramann hoch. Unter den ersten Filmen, bei denen er die Kamera führte, waren etliche des Regisseurs Bryan Forbes. Imi arbeitete für das Unterhaltungskino ohne weitergehende künstlerische Ambitionen. Eine anspruchsvollere Aufgabe erfüllte er mit der Fotografie für Wolfgang Petersens Enemy Mine. Gelegentlich war Imi auch für das deutsche Kino engagiert, b. B. für Aimée und Jaguar. Neben seinen zahlreichen Filmen, auch für das Fernsehen, engagierte sich Imi auch einige Jahre als Vorsitzender der British Society of Cinematographers (BSC).

## Filmografie (Auswahl)
- 1970: Der wütende Mond (The Raging Moon)
- 1971: Dulcima
- 1972: Kates Schachzug wider die Liebe (The Love Ban)
- 1974: Robin Hood Junior
- 1976: Cinderellas silberner Schuh (The Slipper and the Rose)
- 1976: Zwei nette Früchtchen (The Likely Lads)
- 1978: Alles Glück dieser Erde (International Velvet)
- 1978: Verstecktes Ziel (Brass Target)
- 1979: Die Seewölfe kommen (The Sea Wolves)
- 1979: Sprengkommando Atlantik (North Sea Hijack)
- 1979: Verurteilt zum Tode (Death Penalty)
- 1980: Eine Geschichte zweier Städte (A Tale of Two Cities)
- 1981: Dies ist mein Kind! (My Body, My Child)
- 1982: Mit dem Wind nach Westen (Night Crossing)
- 1982: Inside the Third Reich
- 1983: Insel der Piraten (Savage Island)
- 1983: Johannes Paul II. – Sein Weg nach Rom (Pope John Paul II.)
- 1983: Kleine Gloria – Armes, reiches Mädchen (Little Gloria … Happy at Last)
- 1984: Charles Dickens’ Weihnachtsgeschichte (A Christmas Carol)
- 1985: Enemy Mine – Geliebter Feind (Enemy Mine)
- 1986: Die letzten Tage von Frank und Jesse James (The last Days of Frank and Jesse James)
- 1987: Amerikanisches Roulette (American Roulette)
- 1987: Queenie
- 1988: Buster
- 1989: Belushi – Wired (Wired)
- 1989: Der alte Mann und das Meer (The Old Man and the Sea)
- 1990: Airborne – Flügel aus Stahl (Fire Birds)
- 1990: Twilight Mystery (Fourth Story)
- 1991: Ein Recht zu leben (An Incident in Baltimore)
- 1992: Als Baby mißbraucht (Child of Rage)
- 1993: Shopping
- 1995: Sonny Boys (The Sunshine Boys)
- 1995: Dalva
- 1998: Aimée & Jaguar
- 2000: Die Wunder des Taliesin Jones (The Testimony of Taliesin Jones)
- 2001: Victoria & Albert
- 2002: Albtraum ohne Ende (Silent Cry)
- 2002: Lighthouse Hill
- 2003: Chaos & Cadavers
- 2004: Italienische Verführung – School for Seduction (School for Seduction)
- 2004: The Blackwater Lightship
- 2005: Gestrandet im Paradies (Three)
- 2006: Candles on Bay Street